# Zebramurene
De zebramurene (Gymnomuraena zebra) is een zoutwateraal en is de enige soort van het geslacht Gymnomuraena uit de familie van de murenen (Muraenidae).

## Kenmerken
Deze slangachtige vis bezit een lang, rolrond, sterk gespierd lichaam met zwarte of bruine dwarsbanden, maar zonder borst- en buikvinnen. Tevens heeft hij een peddelvormige staart en een stompe snuit met een grote bek, die bezet is met stompe tanden. De lengte van de soort bereikt zo'n 130 centimeter en een gewicht van 10 kg.

## Leefwijze
Het voedsel van deze murene bestaat voornamelijk uit zwaar gepantserde prooien, zoals kreeftachtigen. Overdag is hij geen actieve jager en ligt hij meestal op de loer in rotsspleten, wachtend totdat zich een prooi aandient, waarna hij bliksemsnel toeslaat en zijn prooi met zijn harde tanden vermorzeld. 's Nachts waagt hij zich uit zijn hol om actief op jacht te gaan. Hij kan erg grote krabben en andere schaaldieren aan. Deze agressieve murene is erg territoriaal ingesteld en verdedigt zijn territorium erg fel tegen indringers.

## Verspreiding en leefgebied
De soort komt voor in de Rode Zee, de Grote en Indische Oceaan in koraalriffen.